# Довге (загальнозоологічний заказник)
До́вге — загальнозоологічний заказник місцевого значення в Україні. Розташований між селами Завалів і Гнильче Тернопільського району Тернопільської області, у кв. 3-7 Завалівського лісництва Бережанського державного лісомисливського господарства, у межах лісового урочища «Довге». 
Площа — 376 га. Створений відповідно до рішення виконкому Тернопільської обласної ради від 30 червня 1986 року, № 198. Перебуває у віданні державного лісомисливського господарського об'єднання «Тернопільліс». Рішенням Тернопільської обласної ради від 22 липня 1998 року, № 15, мисливські угіддя цього заказника надані у користування Підгаєцької районної організації УТМР як постійно діюча ділянка з охорони, збереження та відтворення мисливської фауни.
Під охороною — місце відтворення та відновлення мисливської фауни. Трапляються борсук європейський, свиня дика, сарна європейська, куниця лісова, лисиця звичайна, заєць сірий, вивірка лісова, куріпка сіра — цінні мисливські види тварин, та інші.